# Chariten

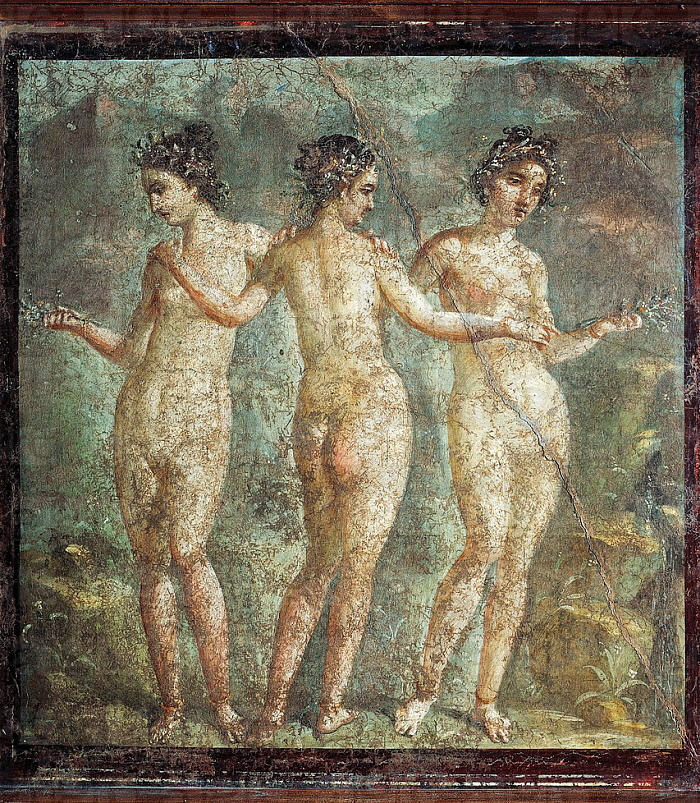
Die drei Grazien auf einem antiken Fresko aus Pompeji

Die Chariten (altgriechisch Χάριτες Chárites, Singular Charis) sind in der griechischen Mythologie „Untergöttinnen“ und Dienende der Hauptgötter, die mit Aphrodite, aber auch Hermes und Apollon in Verbindung stehen. In der römischen Mythologie entsprechen sie den drei Grazien (lateinisch gratiae).
Sie sind Töchter des Zeus und der Eurynome und heißen Euphrosyne („die Frohsinnige“), Thalia („die Blühende“) und Aglaia („die Strahlende“). Sie brachten den Menschen und den Göttern Anmut, Schönheit und Festesfreude. 

## Bedeutung
Der Name leitet sich laut Cornutus, de natura deorum, aus altgriechisch χαρά chará, deutsch ‚Freude‘ ab, das Verb dazu ist χαίρειν chaírein, deutsch ‚sich freuen‘.
Der römische Philosoph Seneca fasst die Bewegungen der drei Grazien als vollständige Darstellung der Großmut auf.

## Die Abkunft
Die meisten der antiken Quellen sind sich über Zeus als Vater einig, nennen als Mutter aber:
- Eurynome, Tochter des Okeanos (Hesiod, Pausanias),[2]
- Eunomia,[3]
- Eurydomene,
- Eurymedusa,
- Hera,
- Euante,
- Aglaia selbst (Cornutus),[4]
- Harmonia (Lutatius),[5]
- Autonoe,
- Lethe.

Anderen Genealogien zufolge werden die Chariten auch als Töchter von Nyx und Erebos, Hekate und Hermes oder jene der Nymphe Aigle und des Sonnengottes Helios (lt. Antimachos) bezeichnet. Als Mondgottheiten (s. u.) sollen sie wiederum Uranos zum Vater haben.
Bei Nonnos von Panopolis Dionysiaka treten Dionysos und Hera als Eltern auf.
In der römischen Mythologie sind die Grazien Töchter des Bacchus oder des Liber und der Venus (Vergil).

## Anzahl und besondere Namen
„Ursprünglich gab es wahrscheinlich nur eine Charis. Sie erscheint als Gemahlin des Hephaistos [Vulcanus, Verf.], was wohl dahin zu verstehen ist, dass man dem Verfertiger reizvoller Kunstwerke den personifizierten Liebreiz (= Charis) zugesellte.“
Einige antike Quellen nennen laut Pausanias (griechischer Schriftsteller des 2. Jahrhunderts n. Chr.) nur zwei Chariten:
a) Wie sie die Athener seit ältesten Zeiten verehrten:
- Auxo („die Wachsende, Zunehmende“)
- Hegemone („die Voranschreitende, Führende“)

b) Wie sie die Lakedaimonier in Lakonien verehrten:
- Phaenna („die Glänzende, Leuchtende“)
- Kleta („die Gerufene“)

In beiden Fällen beziehen sich die Namen auf Phasen des Mondes (der bei Neumondfesten mit Lärm „gerufen“ wurde).
Die meisten antiken Quellen nennen wie Hesiod drei Chariten bzw. Grazien (von der jüngsten zur ältesten):
- Aglaia („die Glänzende“), in der Ilias (unter dem generischen Namen Charis) und bei Hesiod Gemahlin des Hephaistos[12]
- Euphrosyne („Frohsinn“), laut Cornutus auch Euphrone genannt,
- Thalia („Festfreude“), nicht zu verwechseln mit Thalia, der Muse für das Lustspiel, Tochter des Zeus und der Mnemosyne.

Eine Grazie namens Peitho oder Suadela kommt laut Pausanias in einigen Quellen als vierte hinzu oder wird laut Aristophanes statt Euphrosyne genannt.
Bei Homers Ilias treten zwei Chariten auf:
- Pasithea, welche dem Schlafgott Hypnos durch Hera zur Gemahlin versprochen wird[13]
- Aglaia, unter dem generischen Namen Charis als Frau des Hephaistos[14]

## Rezeption
Die drei Chariten bzw. Grazien waren ein beliebter Gegenstand der bildenden Kunst und wurden meist unbekleidet, sich gegenseitig berührend oder umarmend dargestellt. Bereits auf das 4. Jahrhundert geht das Mosaik der drei Grazien zurück. Eines der bekanntesten Gemälde – Die drei Grazien (Musée Condé) – ist von Raffael. Die Skulptur der Die drei Grazien der Piccolomini-Bibliothek in Siena ist eine Kopie eines hellenistischen Originals (4.-2. Jahrhundert v. Chr.) und stammt aus dem 15. Jahrhundert. Die in Potsdam befindliche mit der Abbildung des Motivs versehene Drei-Grazien-Kommode entstand 1769. Der Tempel der drei Grazien im Schloss Feldsberg in Breclav wurde 1825 erbaut. Drei Grazien krönen die im Jahr 1860 geschaffene Fontaine de la Rotonde im französischen Aix-en-Provence. Der ebenfalls in Anlehnung an das Motiv gestaltete Dreimädelbrunnen im Düsseldorfer Stadtteil Golzheim wurde 1915 geschaffen.

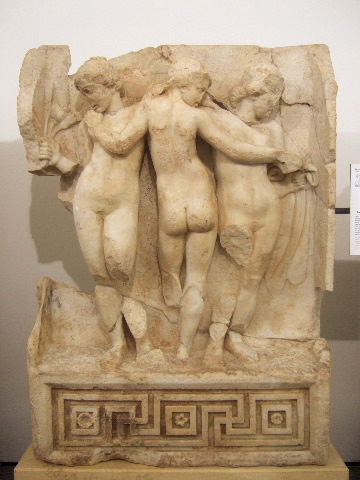
Die drei Grazien Relief am Aphrodite-Tempel in Aphrodisias, 1. Jh. v. Chr.
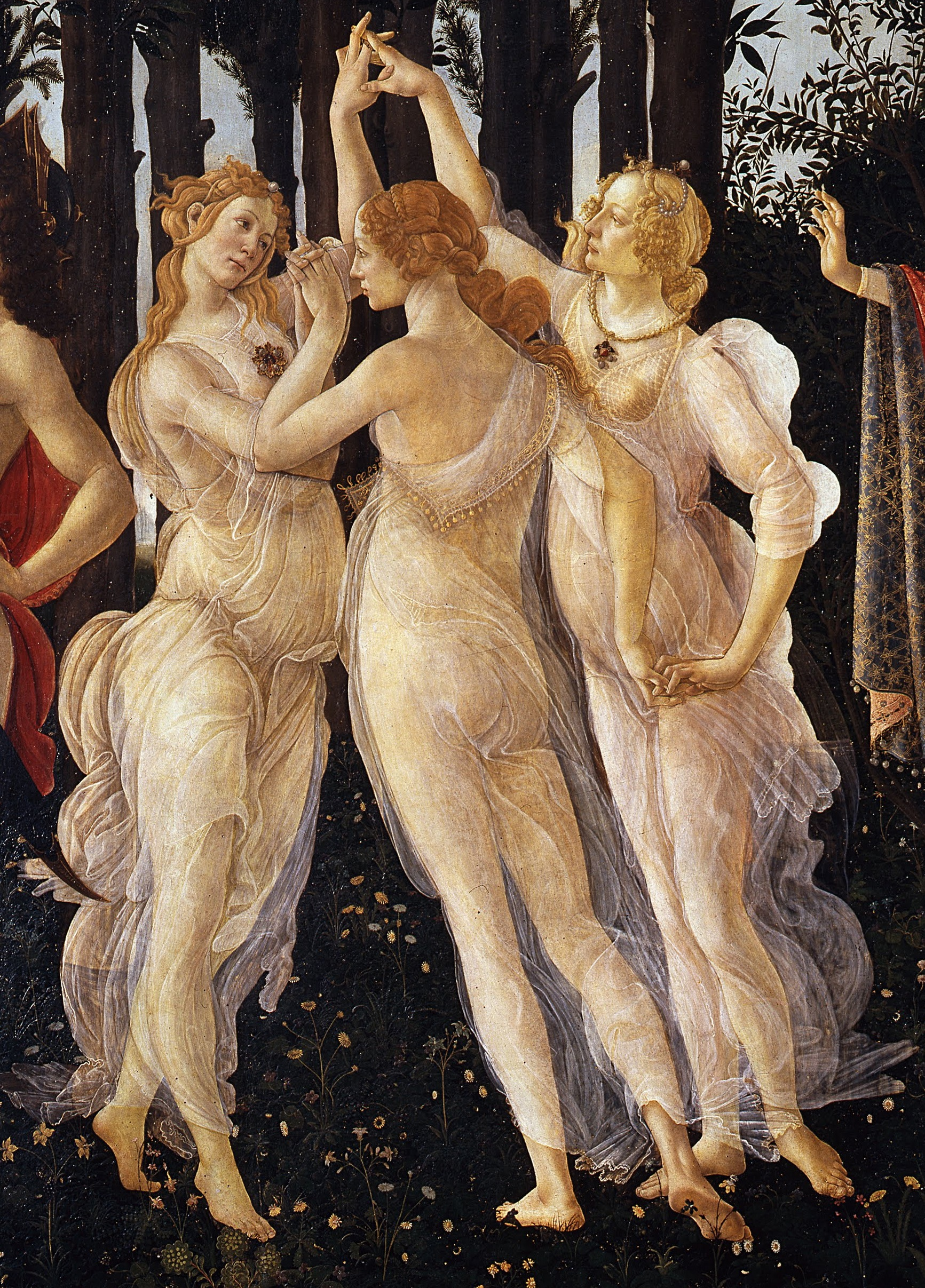
Die drei Grazien – Detail aus Primavera von Sandro Botticelli, um 1482/1487
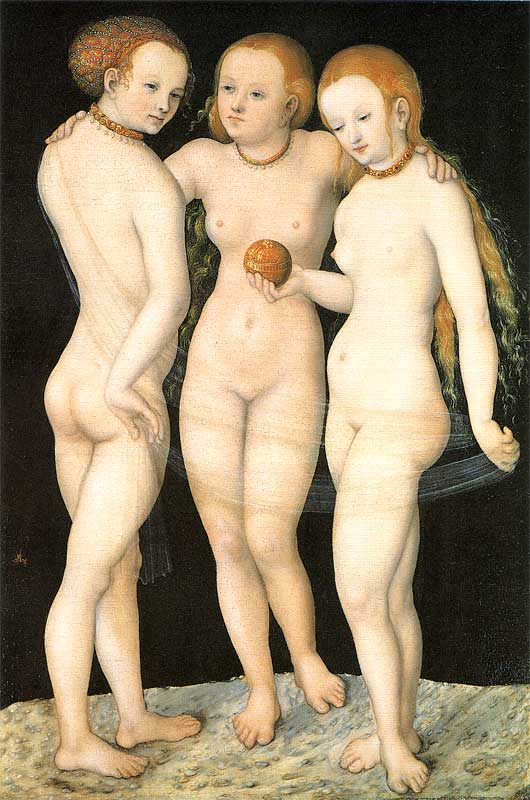
Die drei Grazien (Lucas Cranach der Ältere, 1530)
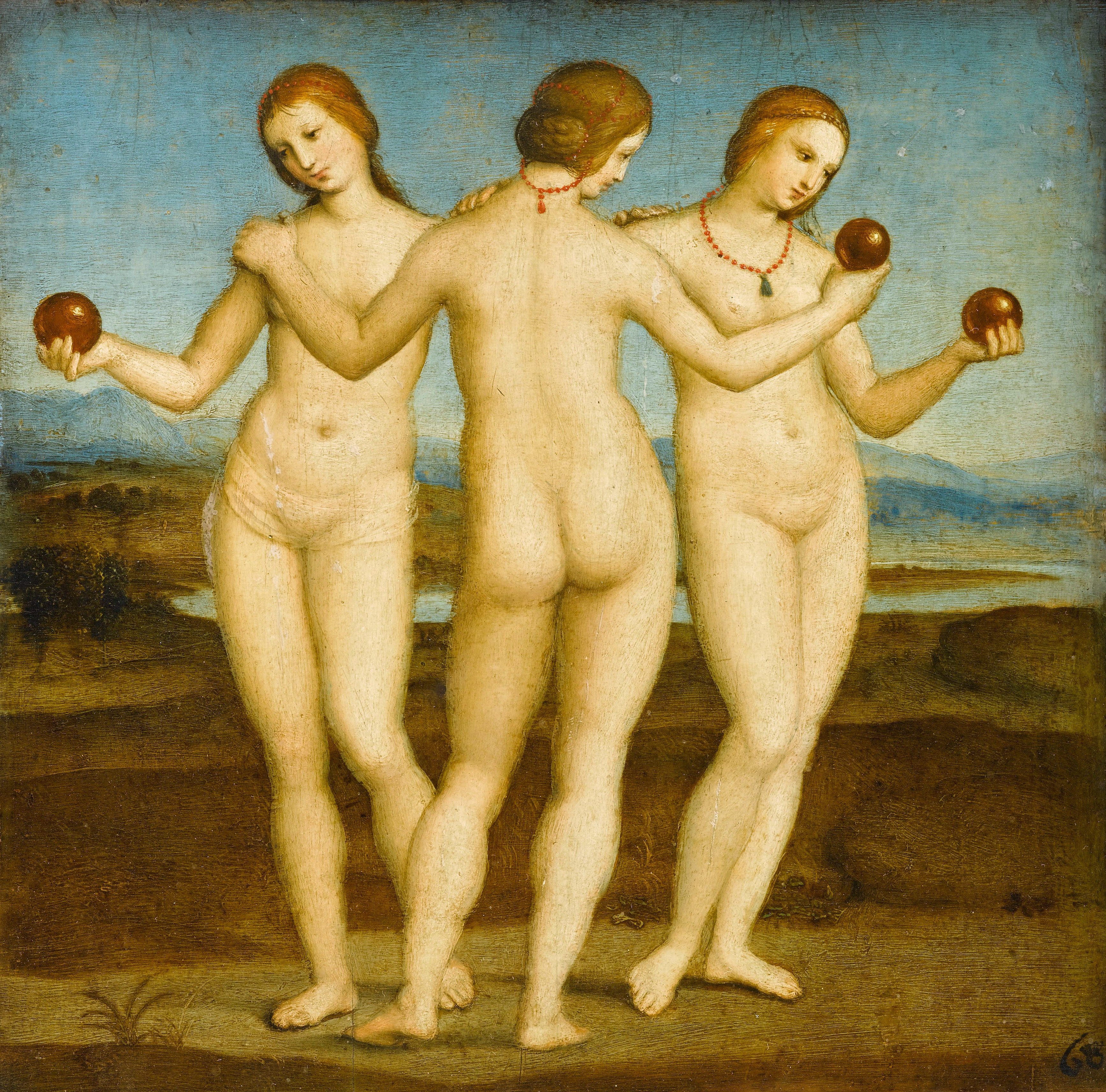
Le Tre Grazie(Raffael, 1504–1505, Musée Condé in Chantilly)
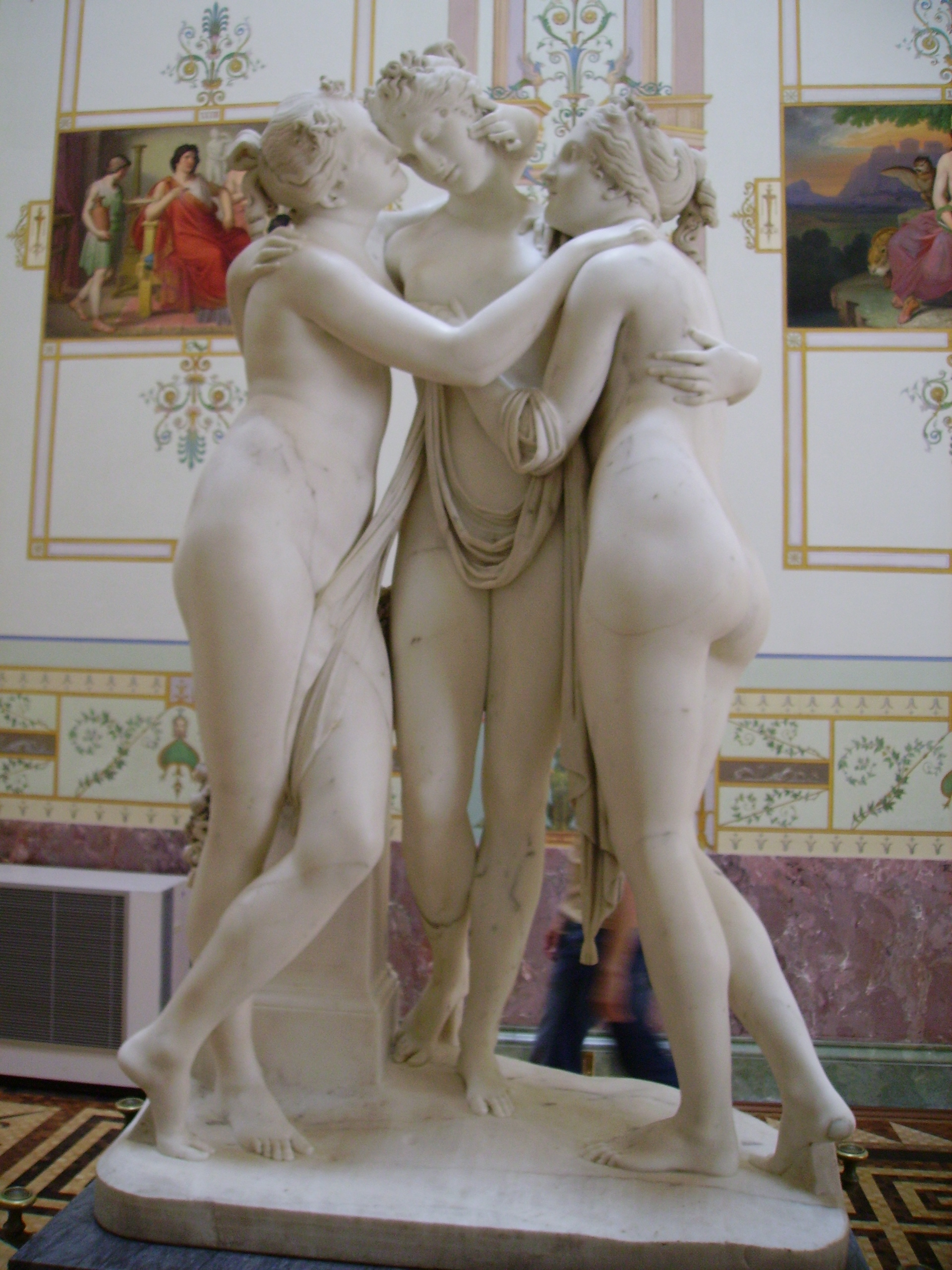
Drei Grazien (Antonio Canova, 1812–1816, Eremitage, Sankt Petersburg)
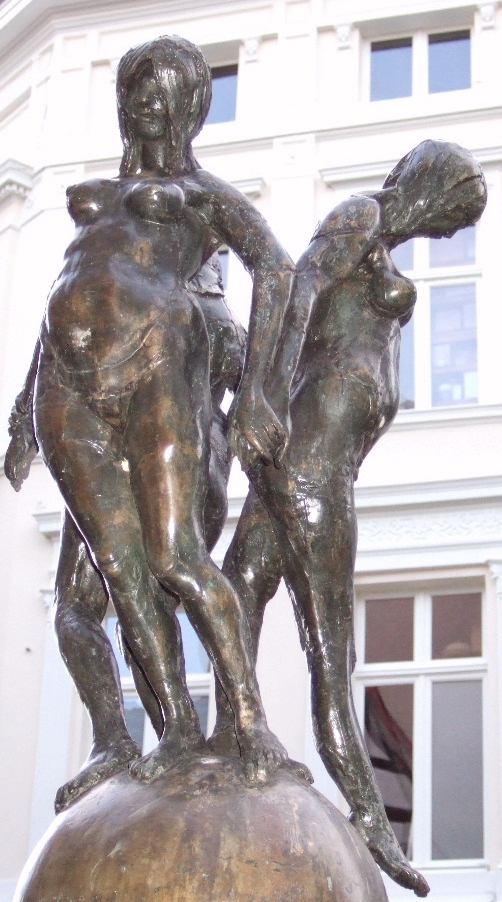
Drei Grazien (Ernemann Sander, 1976, Dreieck, Bonn)
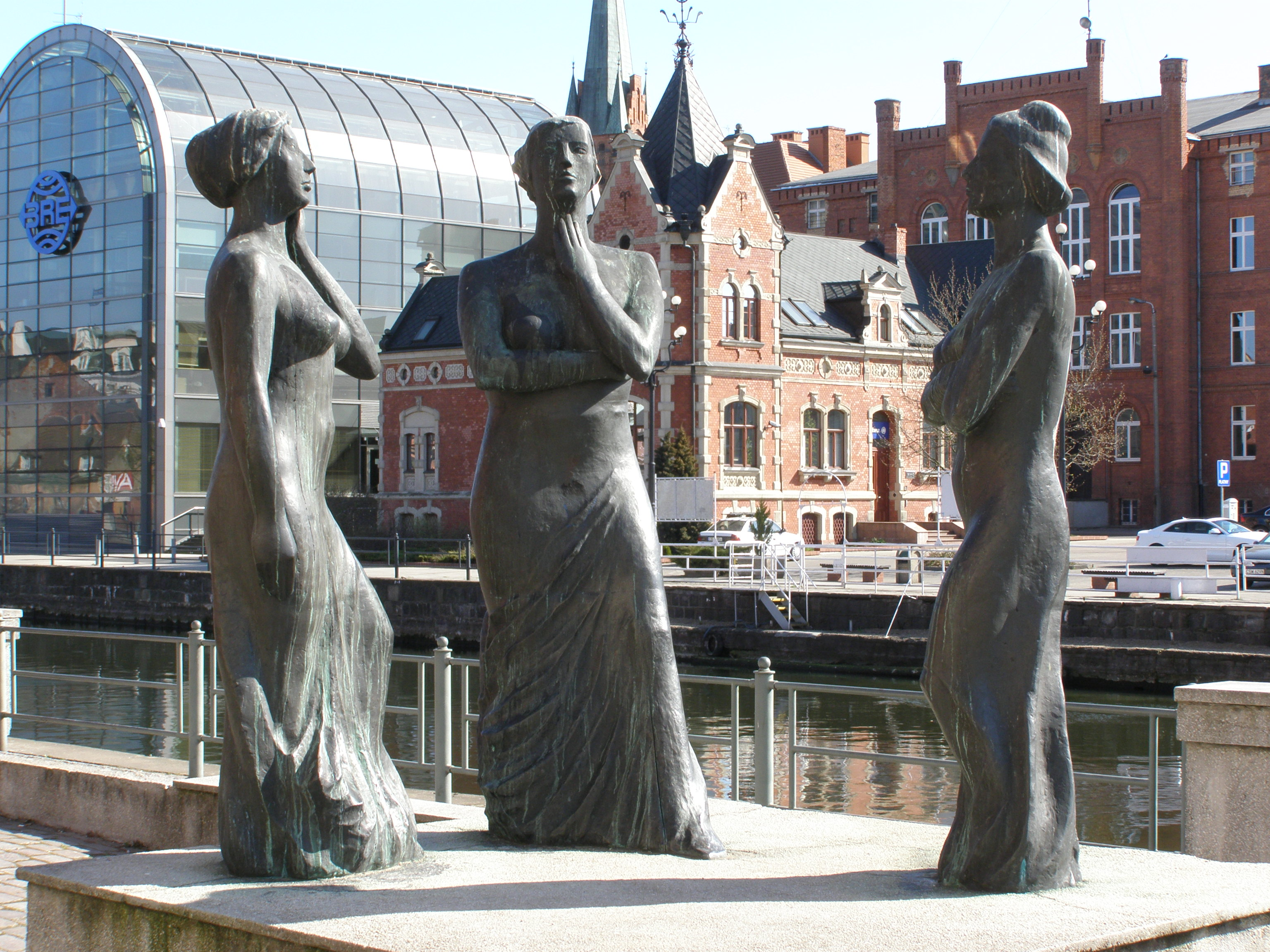
Drei Grazien (Jerzy Buczkowski, 1989, Bydgoszcz)
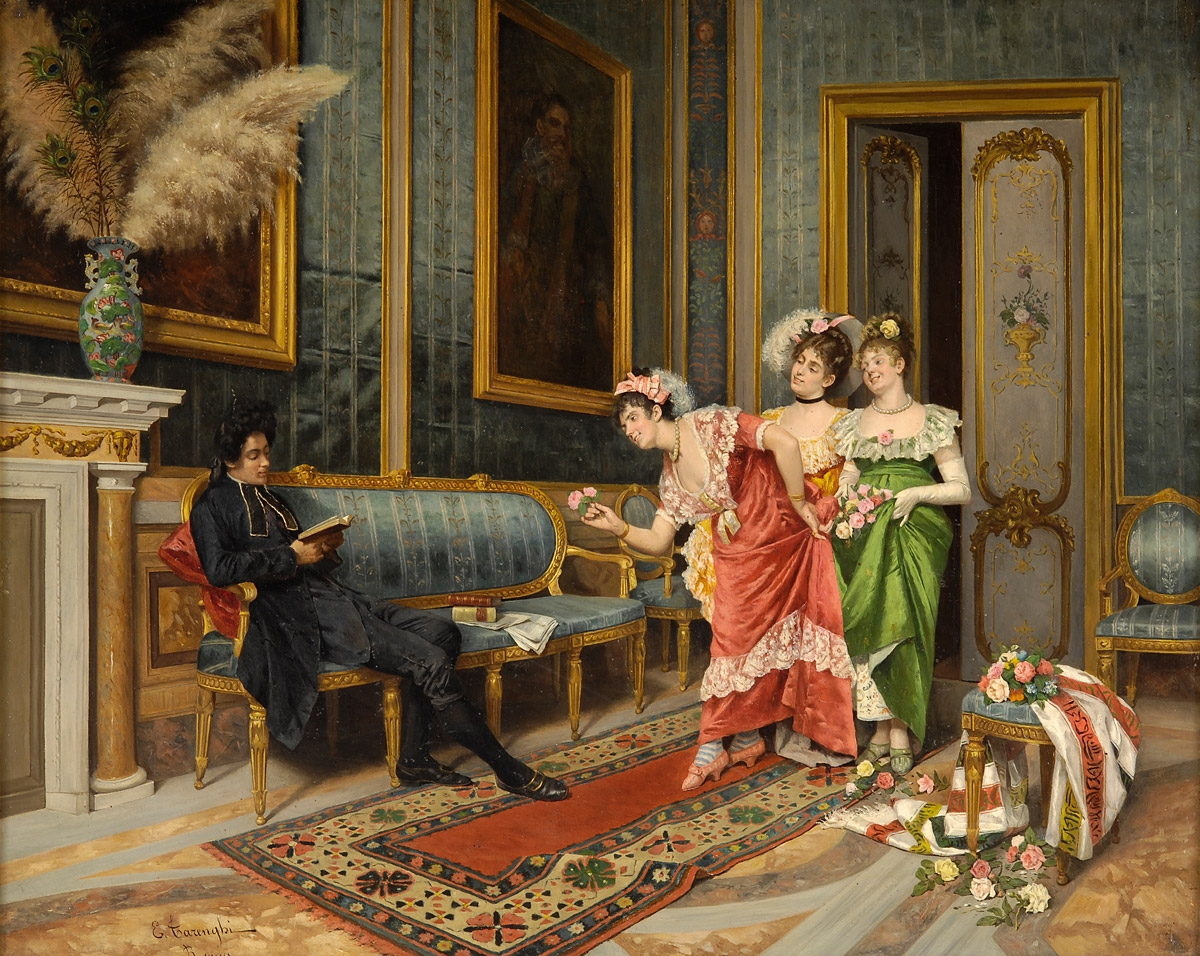
Le Tre Grazie Enrico Tarenghi (1848–1938)